# Колібрі-сапфір рудохвостий
Колі́брі-сапфі́р рудохвостий (Chlorestes eliciae) — вид серпокрильцеподібних птахів родини колібрієвих (Trochilidae). Мешкає в Мексиці, Центральній Америці і Колумбії.

## Опис

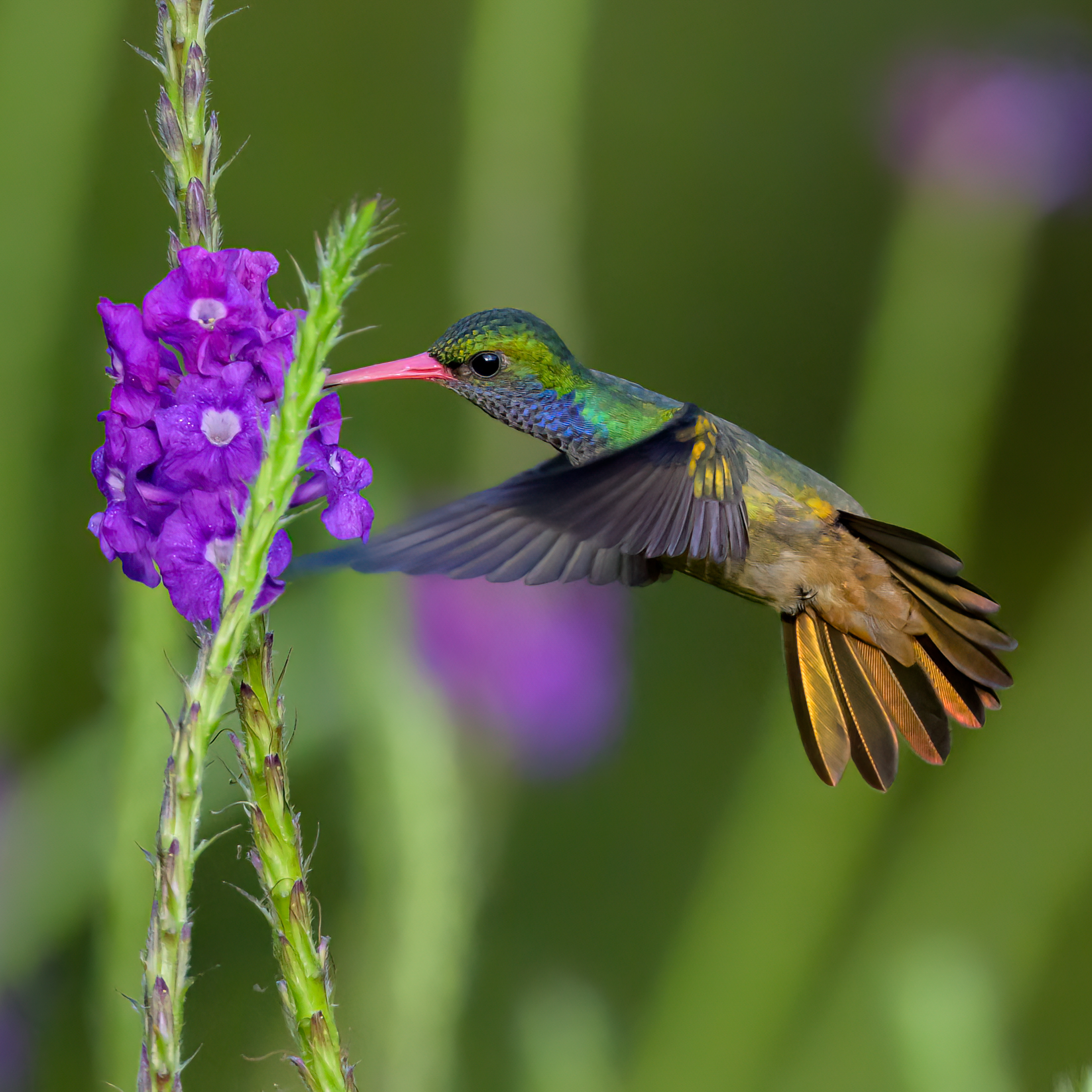
Chlorestes eliciae, Коста-Рика

Довжина птаха становить 8—9 см. У самців тім'я і верхня частина тіла зелені, верхні покривні пера хвоста мають золотистий відблиск. Хвіст дещо роздвоєний, золотисто-зелений, блискучий. Горло синьо-фіолетове або фіолетове, підборіддя поцятковане охристими плямками. Решта нижньої частини тіла охриста, груди з боків поцятковані зеленуватими плямками. Дзьоб прямий, червоний з чорним кінчиком, довжиною 18 мм.
У самиць верхня частина тіла така ж, як у самців, горло фіолетове, поцятковане сірувато-охристими плямками, решта нижньої частини тіла світліша, ніж у самців. Дзьоб зверху чорнуватий, знизу червоний з темним кінчиком.
У представників підвиду C. e. earina верхня частина тіла помітно більш темна, ніж у представників номінативного підвиду, і виглядає темно-зеленою з металевим відблиском. Нижня частина надхвістя і верхні покривні пера хвоста мідно-коричневі, хвіст більш тьмяний, металево-бронзово-зелений.

## Підвиди
Виділяють два підвиди:

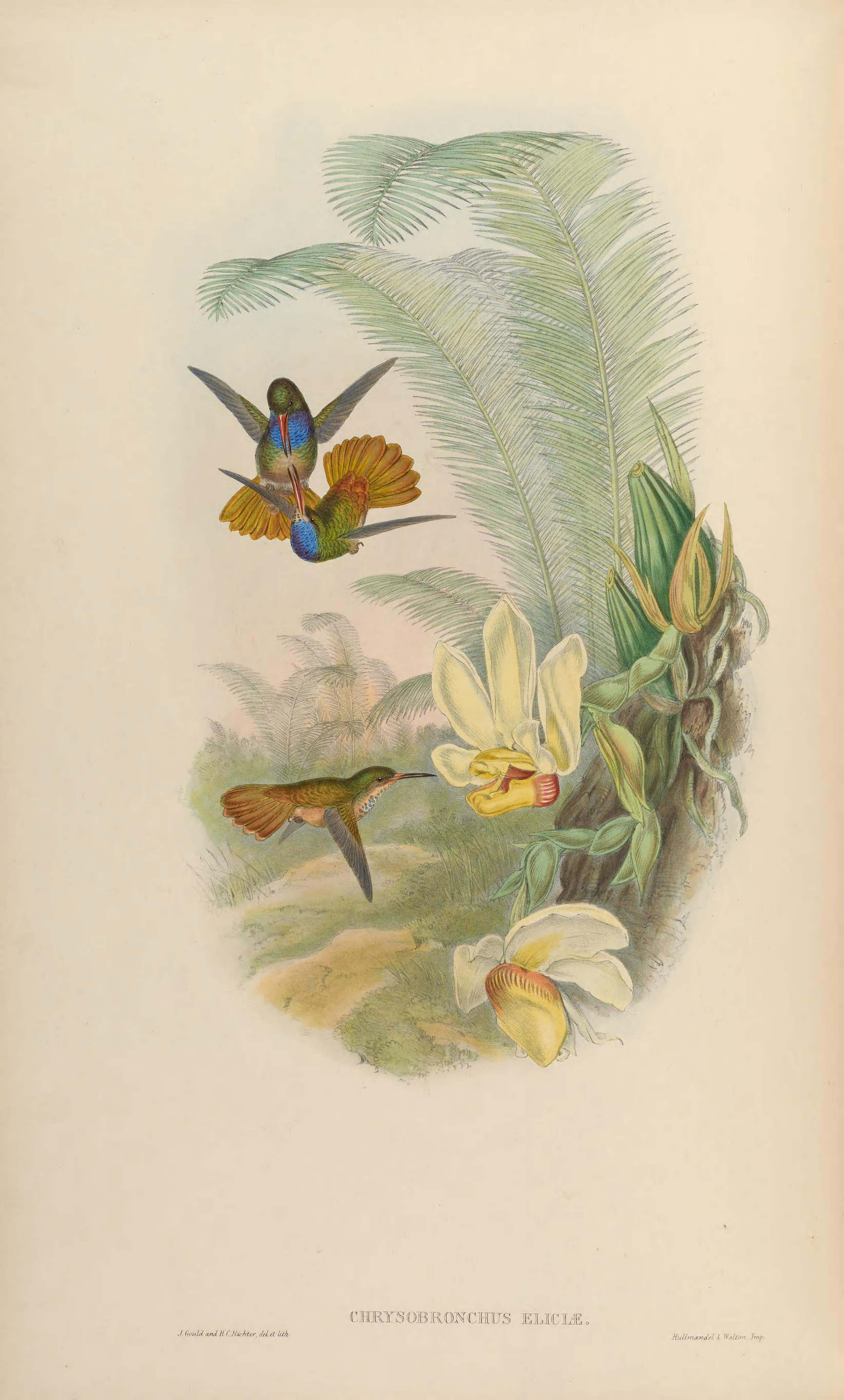
Рудохвості колібрі-сапфіри

- C. e. eliciae (Bourcier & Mulsant, 1846) — від південно-східної Мексики до південної Коста-Рики;
- C. e. earina (Wetmore, 1967) — від західної Панами до крайнього північного заходу Колумбії (крайній північний захід Чоко), острів Коїба і Перлові острови[en] (Панамська затока).

## Поширення та екологія
Рудохвості колібрі-сапфіри мешкають в Мексиці, Гватемалі, Белізі, Сальвадорі, Гондурасі, Нікарагуа, Коста-Риці, Панамі і Колумбії. Вони живуть у вологих рівнинних тропічних лісах, на узліссях, в рідколіссях, на плантаціях і в садах, в більш посушливих районах також в галерейних лісах. Зустрічаються на висоті до 1100 м над рівнем моря. Живляться нектаром різноманітних квітучих рослин, зокрема з родів Stachytarpheta, Hamelia, Heliconia, Renealmia, Thalea, Inga, Psidium, Lobelia, а також дрібними безхребетними. Сезон розмноження у рудохвостих колібрі-сапфірів припадає на сезон посухи з грудня по липень. Гніздо чашоподібне, робиться з рослинного матеріалу і павутиння, прикріплюється до гілки на висоті 2—4 м над рівнем моря. В кладці 2 яйця.